# Thuraakunu
Thuraakunu (Dhivehi: ތުރާކުނު) is een van de bewoonde eilanden van het Haa Alif-atol behorende tot de Maldiven.

## Demografie
Thuraakunu telt (stand maart 2007) 315 vrouwen en 325 mannen.